# 笹川陽平
笹川 陽平（ささかわ ようへい、1939年〈昭和14年〉1月8日 - ）は、日本の社会運動家。笹川良一（日本船舶振興会初代会長）の三男。
公益財団法人日本財団（旧日本船舶振興会）名誉会長、同笹川平和財団名誉会長、東京財団顧問、世界保健機関 (WHO) ハンセン病制圧大使、ハンセン病人権啓発大使（日本国）などの役職を歴任し、2012年6月11日にはミャンマー少数民族福祉向上大使（日本国）に就任。2013年2月にミャンマー国民和解担当日本政府代表（日本国）に就任。
日本人で初めて『法の支配賞』を受賞。明治大学政治経済学部卒業。次兄に自由民主党元衆議院議員・笹川堯がいる。政治家の笹川博義（笹川堯の息子）は甥。

## 人物
父である笹川良一が創設したボートレース（競艇）事業の運営団体である全国モーターボート競走会連合会（現・日本モーターボート競走会）会長（2008年3月31日退任）、財団法人日本造船振興財団（現海洋政策研究財団）理事長などを歴任し、1989年に日本財団理事長に就任。2005年7月、前会長曽野綾子の退任を受け、会長に選任される。ボランティアや福祉などの様々な社会活動に参加している。自ら公益活動の前線に立って活動している。世界各国において政官学民に人脈を持つといわれる。チェコのヴァーツラフ・ハヴェル元大統領とともに続けてきたフォーラムは世界の著名人が集まり現在でも議論しているという。日本国内における事業展開は、海賊対策、北朝鮮工作船の一般公開、ホスピスナースの育成、犯罪被害者への支援ネットワークの構築などがある。また、2007年の海洋基本法の制定に奔走。2025年6月20日に日本財団会長を退任し、名誉会長に就任。
長男に貴生(1972年11月23日生、岩井コスモ証券代表取締役社長COO)、次男に順平(1975年2月28日生、日本財団理事長)、三男に光平(1976年8月17日生)、四男に正平(1980年9月2日)がいる。

## 経歴
1945年当時6歳。母（「小川」姓）と二人で浅草寿町に住んでいた。3月10日東京大空襲時には、隅田川に避難するべきところ泳ぎが苦手だったため2人は別の方向へと進む。これが幸いして町内の人たちのほとんどは死亡したが2人だけは奇跡的に助かったという戦争体験を持つ。
父・良一のもとで高校、大学と多感な時期を過ごした。当時東京都文京区小石川にあった良一の家は食客、来客が多く、「笹川旅館」とも呼ばれるほど、連日賑わっていた。「学問などしなくていい。社会勉強は俺が教えてやる」が良一の教育方針であり、早朝から掃除、洗濯、靴磨きを終え登校、午後4時には帰宅させられ買物、料理、風呂掃除など、連日深夜までの手伝いをさせられていた。そんな厳しい父親のもとで様々な教育を受けた笹川だが、父親に対しては今でも「一切反発することはなく、父であると同時に私の人生の師でした」と過去の取材に答えている。
日本財団系の公益財団法人社会貢献支援財団の理事長に就くよう、安倍晋三夫人の安倍昭恵に要請した。
交友範囲は幅広く、笹川のブログ（日本財団会長笹川陽平ブログ）にはその日に面談した人の名前を書き連ねている。また保守派の新しい歴史教科書をつくる会副会長を務めたこともあるノンフィクション作家の工藤美代子は自身の著書である『余韻のある生き方』（PHP新書）で「完璧な紳士」と評価している。

### ミャンマー

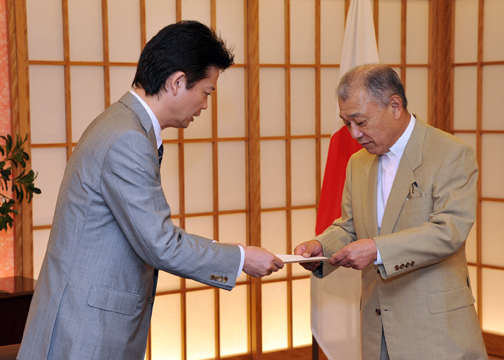
2012年6月11日、外務大臣玄葉光一郎より、ミャンマー少数民族福祉向上大使の委嘱を受ける笹川

2012年6月11日、日本国・外務省は、かねてミャンマー国内で様々な活動をしてきた笹川にミャンマー少数民族福祉向上大使を委嘱。軍政時代からミャンマーで、ハンセン病対策、伝統医療品の普及、小学校建設などを支援してきた実績が評価された。特に辺境地であるシャン州に小学校建設を計画した時は、少数民族が対立する同地域で学校建設が成功するわけがないと、専門家は失笑したが、200校完成した。今後は、宗教対立が激しいラカイン州に200校の建設も計画している。
同国の民主化は世界が注目するなかで、日本の外務省としては笹川の幅広い人脈を活用したいとの思惑がある。軍政時代、トップのタン・シュエ大統領（当時）とはヤンゴンで何度も会談。2011年12月には、国民民主連盟（NLD）事務所で、旧知の間柄であり同月に亡くなった故ヴァーツラフ・ハヴェル元チェコ大統領の親書をアウンサンスーチーに直接手渡した。またテイン・セイン大統領とは2012年4月来日の際、同大統領からの要望により東京で会食するなど、政府や外務省に頼らず、民間独自で行ってきた各事業を通じて、要人との信頼関係を構築してきた。
第2次安倍内閣は、2013年2月19日の閣議において、笹川をミャンマー国民和解担当日本政府代表に任命することを決め、2月25日に外務省で内閣辞令書を交付した。笹川は2016年3月30日にアウンサンスーチーを事実上の最高指導者とする国民民主連盟（NLD）のティンチョー大統領政権ができてからも、国軍最高司令官のミン・アウン・フラインと良好な関係をもった。2021年2月1日に、そのミン・アウン・フラインがクーデターを起こして全権を掌握した後にも、同年11月13日に会談をもっている。、
中国、シンガポール、韓国などに比べて出遅れ感を抱いていた日本の経済界の中には、「アジア最後の経済未開拓市場」の呼び声が高かったミャンマーにおいて笹川人脈を頼って進出した企業や事業体が少なくなかったが、クーデターとその後の武力弾圧に対する国際的な批判は大きく、国軍絡みで進出した企業や事業体は人権上の理由から、撤退を余儀なくされた。
クーデター政権下における笹川の取り組みについては、テレビ朝日・報道ステーションのように問題が複雑なだけであるとして好意的に報道するメディアがある一方、そもそも笹川がミャンマーに深入りするのは個人としてなのか、公益財団法人としてなのか、それとも安倍内閣時のミャンマー国民和解担当日本政府代表としてなのかも曖昧なままであることの危うさと不可解さを指摘する意見とに分かれる。

### 東日本大震災復興支援活動
2011年3月11日に発生した東日本大震災に際して、日本財団は笹川が陣頭指揮に立ち、被災者のために被害が最も多い宮城県石巻市に災害支援センター設置と職員の派遣を決定。現場で活動するボランティアたちの受け入れやコーディネートを行う。また、NPOやボランティア団体へ活動費として100万円を上限に支援を行う。
4月4日には笹川自ら石巻市、女川町（宮城県）に赴き、死者、行方不明者の家族に対し、弔慰金、見舞金を現金（1人5万円）で直接手渡した。4月中旬には、大学生を集め現地でのボランティア隊を組織し送りだす。現在まで継続して実施されており、派遣した数は延べ5000人を超える。また災害FM放送局22局の支援や4万2000台のラジオ配布などの支援を実施した。
これらの対応は、1995年1月に発生した阪神・淡路大震災以来国内で起きた28回に及ぶ災害ボランティアへの支援実績が役に立ったものである。
2011年06月には日本財団とフィリップモリスとの共同で18歳以上の子どもへの支援プロジェクト”Doorway to Smiles”を立ち上げた。この際にフィリップモリスから初期費用として3000万円が拠出されている。これに対して本人は普段、禁煙活動を行っている笹川がたばこ会社から寄付金を受け取る批判もあるだろうが、これは変節したわけではなく、被災地への善意は誰であろうとも受け取るとブログで表明している。
2012年11月には同プロジェクトの成果として、石巻市市役所1階にいしのまきカフェ「 」（かぎかっこ）を公募した高校生50名とともにオープンすると発表された。

### ハンセン病
ハンセン病制圧をライフワークとしている。父である笹川良一もハンセン病の制圧に力を注いでおり、1965年父に連れられ韓国のハンセン病療養所を訪問した際に活動を開始した。ハンセン病は治るという知識の普及に努めた。
蔓延国などでハンセン病患者・回復者や政府の指導者、報道機関などと対話を進めている。2001年5月からWHOハンセン病制圧特別大使を務める。
1990年代は、ハンセン病制圧の方法としてMDT（多剤併用療法）という治療方法の普及に尽努めた。しかし、ハンセン病患者は治癒しても社会の偏見により就業や子供の教育において家族までもが差別を受けている。このことを問題視し、人権問題をもあわせ持つ社会問題として捉えるべきだと提唱。
2003年7月国際連合人権高等弁務官事務所を訪問しこの問題を国際連合人権委員会（現国際連合人権理事会）で取り上げることを要請。
2004年3月国連人権委員会本会議においてハンセン病による差別の問題を訴え、その結果、人権促進保護小委員会は同年8月ハンセン病と差別の問題を正式に人権問題として取り上げるための調査を行った。
そして翌2005年8月と2006年8月の2度にわたり同小委員会において各国政府、国連機関などの対する現状改善のための勧告決議が全会一致で採択された。以来ハンセン病による社会問題解決のために奔走、2006年にはインドにおいてハンセン病回復者とその家族が自立して暮らす支援を行う「ササカワ・インド・ハンセン病財団」を設立した。同財団ではインド財界からの寄付金を募る活動も行っている。国際的なハンセン病制圧活動の実績により数々の賞が贈られた。日本政府からはハンセン病人権啓発大使を委嘱されハンセン病の制圧、人権外交に取組んでいる。2016年6月にはローマ教皇庁と国際シンポジウムを開催した。

### アニメ映画描写のハンセン病差別表現に対する抗議
2012年1月、アメリカのソニー・ピクチャーズ アニメーションらが制作し、その年の春海外で放映予定のアニメ映画「The Pirates! Band of Misfits」の本編と予告編にハンセン病への差別の表現があることがわかった。ハンセン病患者や元患者に対する誤解と偏見・差別を助長する恐れがあると考えた笹川は、すぐに制作会社とその親会社などに対し、当該個所の修正・削除を求める抗議文を送った。
後日、制作会社の親会社であるソニー・ピクチャーズ エンタテインメントのジェフ・ブレイク副会長が笹川に対し、同映画に描写されているハンセン病患者・回復者への差別的な表現を削除したとの回答があったことがわかった。

### 中国政府等に抗議
2008年、北京五輪開催を前に、北京五輪組織委員会が公表した「オリンピック期間における外国人の出入国、中国滞在期間に関する法律指針」でハンセン病患者の入国が禁止された。笹川は即座に胡錦濤・総書記、ジャック・ロゲ国際オリンピック委員会委員長らに対し法律指針の撤回を求め、五輪開催前に撤回された。この背景には、同年6月に国連人権理事会で日本政府が提案した「ハンセン病患者、回復者、家族に対する差別撤廃決議」が全会一致で採択され、中国政府も共同提案国として名を連ねたにもかかわらず、法律指針でハンセン病患者を差別したことがあるといわれている。

### 海洋政策
海洋問題にも取組む。マラッカ海峡の安全確保のための費用負担の方法として新しい基金の設置を提案。現在の国際情勢に鑑み航行者負担の必要性を説いた。海に守られた日本から海を守る日本へをコンセプトに海洋基本法制定の取組みをしているとされる。

### 世界最高峰の弦楽器を保有
笹川の提案により公営競技の競艇で得た豊富な財源を有する日本財団の支援により姉妹財団である日本音楽財団が、1994年からストラディヴァリウスやグァルネリ・デル・ジェスによって製作された世界最高峰の弦楽器を収集し、それらを国内外問わず一流の演奏家や若手有望演奏家に無償で貸与する事業を実施している。
現在保有する弦楽器は、ストラディヴァリウス19丁、グァルネリ・デル・ジェス2丁。
保有するストラディヴァリウスを売却し、東日本大震災の復興のために使うことを決断。2011年6月、19丁のなかで最高峰の「レディ・ブラント」をロンドンのオークション会社に出品し、史上最高値（同社）である1589万ドル（日本円で約12億7000万円）で落札された。全額、財団内に設置した「東日本大震災・伝統文化復興支援基金」へ充当。被災地での伝統芸能や祭りなどで使用する道具（山車、太鼓など）に活用されている。

### 公益事業・CSR
笹川は公益事業の推進においてブログ（日本財団会長笹川陽平ブログ）で毎日の行動と思考を公開している。また、誰もが公益活動に参加する社会が良いとし、CSR（企業の社会的責任）活動として企業の社会活動への参加を呼びかけるウェブサイト（CANPAN CSRプラス）を立ち上げ、社会が国・自治体、NPO、企業のCSR活動が一体となる必要性を述べているとのこと。現在産経新聞「正論」において論を展開。

### 日本歯科医師会との共同プロジェクト
日本歯科医師会と協力して、CSR活動の一環として、「トゥースフェアリー（Tooth Fairy）」（「歯の妖精」の意味）と名付けた社会貢献活動のプロジェクトを2009年6月1日からスタートした。全国の歯科医院で治療の際に不要になった金歯などの歯科撤去金属を日本財団に提供し、リサイクルして得た資金をミャンマーの小学校建設や小児がん病棟建設に充当している。

### たばこ1箱1000円論争
2008年3月4日の産経新聞「正論」欄でたばこ1箱1000円を提唱したことで、論争に火が点いた。たばこ1箱1000円になれば9割以上の喫煙者が禁煙するという報告もあり、健康、防火、青少年の健全育成などの点からたばこの値上げを訴えている。『現代用語の基礎知識2009』（自由国民版）には健康問題の欄で「たばこ1箱1000円論争」として笹川の提唱が記載されている。

### 江戸城再建
産経新聞「正論」（2010年2月23日付）で観光立国・日本の目玉として、官民協力し今こそ江戸城を再建するべきだと主張した。徳川将軍家の威信をかけ完成した江戸城。建築、工芸、装飾など、あらゆる分野の日本のトップ技術の結晶でもあるという。笹川は、世界を代表する大都市にも、その国の顔ともいえる歴史的建造物があり、パリのベルサイユ宮殿、ロンドンのバッキンガム宮殿、ニューヨークの自由の女神などを掲げ、日本のシンボルとして江戸城天守を再建する必要性を説いている。また家族や地域社会、日本人としての絆を再確認するきっかけにもなるとも。先が見えない今だからこそわが国に明るさを取り戻すためにと江戸城再建を提案している。
同様にSAPIO（小学館）4月14・21日号に「江戸城再建で日本人の誇りを取り戻せ」と題して提言レポートが掲載されている。

### 中国との関係
25年を超える中国人医療関係者の研修制度や日本語図書を中国の大学に寄贈する教育・研究図書プロジェクト。世界69の大学に設置されているヤングリーダー奨学基金は中国に10校ある。また、笹川日中友好基金は101億円の基金規模を有し、日中間の民間交流基金としては最大の規模を誇る。この基金は1989年、天安門事件により中国が国際的に孤立し、政治レベルで日中関係が冷え切ったなか、民間レベルで両国関係をつなごうと設立したものである。
85年10月、中国最高実力者の鄧小平中央軍事委員会主席（当時）、86年胡耀邦総書記（当時）、90年楊尚昆国家主席（当時）、97年朱鎔基首相（当時）など、要人と会談。現在の胡錦濤総書記とは94年、中央政治局常務委員時代に会ったことがある。これら要人に対して、常に笹川は媚びることなく、ズバズバものを言った。著書の『二千年の歴史を鑑として』（日本僑報社）や2005年11月5日に南京大学におけるスピーチ（内容は、開設している『日本財団会長 笹川陽平ブログ』2005年11月9日に全文掲載）で日中間の歴史な背景や役割、将来のあるべき関係など、中国人相手に決して迎合することなく、事実や現状、歴史を述べるなど、中国人にとって耳の痛い話を含め、臆することなく意見を主張する姿勢を貫いてきた。
また、2004年、ヤングリーダー奨学基金の設置校である蘭州大学の基金百万ドル（当時、約1億2000万円）を大学側が勝手に現地の投資信託会社で運用して失敗、回収不能になった時、すぐに胡錦濤総書記、王毅駐日大使（当時）などに書簡を送り説明を求め、中国政府を通じて、蘭州大の奨学金を元に戻すよう協力を要請した。また記者会見を開催し報道機関に事実を説明した。06年11月、王大使からの返答の書簡で「教育省から全額を元に戻すことが確認された。この問題によって生じたマイナスの影響について大変遺憾に思う」とされ、後日、日本財団に対し、大学側からも入金の連絡があった。（現在は経営陣が一新され従来どおり奨学金プログラムが実施されている）

### ボートレース事業との関わり
1981年、全国モーターボート競走会連合会副会長に就任した笹川は、売上拡大に向けて様々な施策を打ち出し実施してきた。1985年電話投票の開始、1986年にはボートレース（以下「ボート」）界の悲願であった専用場外発売場「ボートピア」がオープン。1994年には同連合会会長に就任。レジャーの多様化、ライフスタイルの変化に対応するためにいち早くナイターレースに着目した笹川は、1984年に浜名湖ボート場で公営競技界初のナイターレースの実験を行う。しかし、その後1986年に大井競馬場で、1989年に伊勢崎オートレース場で開催され、ナイターレースは他の公営競技に先を越されたものの、1997年に桐生ボート場で初開催。
2000年には、連合会会長を退任し名誉会長に就任する。同年10月、笹川の指揮で動いていた公営競技界初の3連勝式投票法の発売が住之江ボート場で行われる。その後、競馬、競輪も追随。ボートの売上額はバブル経済の崩壊とともに1991年の2兆2000億円をピークに減少を続けているが、連合会副会長に就任した1981年には、すでに現在の厳しい時代に備え、そして当時の硬直化したボート界において新たな発想に基づき画期的な施策を打ち出していった。
なお、毎年12月に開催される賞金王決定戦競走（SG競走）は、ボートの話題性と選手やレースのステータスを高めていくため、1997年から優勝者に対する賞金額を1億円にしたのも笹川の発案であり、当時プロスポーツ界で一大会における最高の賞金として話題を呼んだ。
2009年3月、同連合会名誉会長を退任する。

### 性同一性障害の選手への対応
2002年3月、全国モーターボート競走会連合会で記者会見が行われ、性同一性障害者に悩む女性選手の安藤千夏を、今後男性選手として登録してレースに出場させることを発表した。同連合会は当初は性同一性障害者による性別変更を認めていないとして却下する方針を固めていたが、同選手の人権を重く見た笹川が本人の希望を受け入れ登録変更決断した。スポーツ界で性別の変更が認められるのは極めて珍しいことであった。
2002年3月29日付け、読売新聞では、この時の対応について、日本精神神経学会の「性同一性障害」特別委員長の中島豊爾（とよじ）・岡山県立岡山病院長が「競技スポーツの世界でこうしたケースは聞いたことがない。性別の戸籍変更が認められないなど、性同一性障害の社会的理解や認知が進まない現状で、この決断は大変すばらしい」とコメントした内容が掲載されている。

## 受賞・栄典
- 1989年 グラン・オフィシェ・ロードル・デュ・モノー賞(トーゴ共和国)
- 1995年 ジブチ共和国ラ・グランド・エトワール勲章
- 1996年
  - ペルー共和国偉業勲章コメンダドール
  - ロシア連邦友好勲章
  - ウクライナ大統領勲功賞・3等功労勲章
  - ベラルーシ共和国フランチェスカ・スカリーナ勲章
- 1998年 WHOヘルス・フォア・オール金賞
- 2003年
  - マダガスカル共和国国家勲章
  - カンボジア王室勲章コマンドール
- 2004年 読売国際協力賞
- 2006年 外国人マリ共和国国家勲章コマンドール
- 2007年
  - フィリピン沿岸警備隊名誉章
  - モンゴル国北極星勲章
- 2010年
  - ロシア自然科学アカデミー 名誉会員
  - ロシア正教会 総主教勲位
  - マレーシアCommander of the Order of the Defender of the Realm Tan Sri
  - エチオピア連邦民主共和国ミレニアム・ゴールドメダル
  - 東ティモール民主共和国Order of Timor-Leste
  - アイスランド共和国ファルコン勲章
  - スウェーデン王国北極星勲章コマンドール1等
  - デンマーク王国ダンネブロ勲章
  - ノルウェー王国功労勲章コマンドー章
  - フィンランド白薔薇勲章コマンダー章
  - ノーマン・ボーローグ・メダル
- 2011年
  - 中央アフリカ共和国功労勲章コマンドール賞
  - カンボジア王国友好勲章大十字賞
- 2013年 セルビア共和国功労金賞
- 2014年 国際法曹協会 法の支配賞
- 2015年 国際海事機関 国際海事賞[17]
- 2016年 ブルガリア科学アカデミー 名誉メダル
- 2017年
  - WHOヘルス・フォー・オール金賞
  - ヤギェウォ大学 Plus ratio quam vis Medal（知は力より強しメダル）
  - 国際看護師協会 保健人権大賞
  - ユネスコ政府間海洋学委員会 オーシャンズエイト賞
- 2018年
  - 第47回大倉喜七郎賞[18]
  - カンボジア王国ロイヤル・モニサラポン勲章大十字章
  - パラオ共和国名誉国民
- 2019年
  - ガンディー平和賞[19]
  - 文化庁長官表彰
  - 旭日大綬章[20][21]
  - 文化功労者[22]
  - 第35回正論大賞[23]
- 2021年 エクアドル共和国国家勲章グラン・オフィシアル章

## 名誉学位
- 2000年
  - ルーマニア・ブカレスト大学 名誉博士
  - ガーナ・ケープコースト大学 名誉博士
- 2003年
  - 中国医科大学 名誉教授
  - モンゴル国・経済アカデミー 名誉博士
  - 中国・延辺大学 名誉教授

- 2004年
  - 中国・上海海事大学 名誉教授
  - 世界海事大学 名誉博士
  - 中国・黒龍大学 名誉教授
  - 中国哈爾浜医科大学 名誉教授

- 2005年
  - インド・ジャタプール大学 名誉博士
  - 国際海事大学連合 名誉会長

- 2006年
  - 中国・大連海事大学 名誉教授

- 2007年
  - カンボジア大学 名誉博士
  - 中国・貴州大学 栄誉博士
  - ロチェスター工科大学 名誉博士

- 2008年
  - 平和大学 名誉博士(コスタリカ)
  - 中国・大連外国語学院 名誉教授
- 2009年
  - 中国・雲南大学 名誉教授
- 2012年
  - マラヤ大学名誉博士号
  - アワサ大学名誉博士号
- 2013年
  - ヨーク大学名誉博士号
- 2016年
  - ソフィア大学名誉博士号
- 2017年
  - ミネソタ大学名誉法学博士号
- 2018年
  - モンゴル工業技術大学名誉博士号
  - 吉林大学顧問教授号
- 2019年
  - アテネオ・デ・マニラ大学名誉博士号

- 2023年
  - ベオグラード大学名誉博士号

## 参考図書
著書
- 『地球を駆ける—世界のハンセン病の現場から』（工作舎 2021年）
- 『愛する祖国へ』（産経新聞出版 2016年）
- 『紳士の「品格」2』（PHP研究所 2015年）
- 『残心』（幻冬舎 2014年）
- 『紳士の「品格」』（PHP研究所 2012年）
- 『隣人・中国人に言っておきたいこと』（PHP研究所 2010年）
- 『不可能を可能に 世界のハンセン病との闘い』（明石書店 2010年）
- 『若者よ、世界に翔（はばた）け！』（PHP研究所 2009年）
- 『人間として生きてほしいから』（海竜社 2008年）
- 『この国、あの国』（産経新聞社 2004年）
- 『世界のハンセン病がなくなる日』（明石書店 2004年）
- 『二千年の歴史を鑑として』（日本僑報社 2003年）
- 『外務省の知らない世界の“素顔”』（産経新聞社 1998年）
- 『My Struggle against Leprosy』（Festina Lente Japan 2019年）
- 『No Matter Where the Journey Takes Me: One Man's Quest for a Leprosy-Free World』（Hurst 2019年）

その他
- 『ソーシャル・チェンジ 笹川陽平、日本財団と生き方を語る』（中央公論新社 2019年）。伊藤隆編
- 『宿命の戦記 笹川陽平、ハンセン病制圧の記録』（小学館 2017年）
- 『宿命の子 笹川一族の神話』（小学館 2014年）。髙山文彦著
- 『ノーマン・ボーローグ』（悠書館 2009年）
- 『アフリカに緑の革命を！』（徳間書店 2008年）